# اچ‌ام‌اس گرینویچ (۱۷۴۷)
اچ‌ام‌اس گرینویچ (۱۷۴۷) (به انگلیسی: HMS Greenwich (1747)) یک کشتی است که طول آن ۱۴۴ فوت ۶٫۵ اینچ (۴۴٫۱ متر) می‌باشد. این کشتی در سال ۱۷۴۷ ساخته شد.